# 兔神K
兔神K（英語：Rabbit God K）是玛雅城邦Ixkun已知的两名统治者之一。他是8号头骨的继承者。他的母亲是Ik夫人。
石碑记载了Sacul之王Ch'iyel于790年10月11日对Ixkun的访问，当时为兔神K执政。
约在800年前后兔神K在城邦中创建了最后一块纪念碑，并计划着创建更多新的建筑，而这些材料已存放在了Ixkun的多处，然而这些计划并没有完成。

### 脚注
1. ↑  Laporte 2005, pp. 224-225

### 其他参考文献
Laporte, Juan Pedro. . Arthur A. Demarest, Prudence M. Rice and Don S. Rice (eds.)  (编). . Boulder: 科罗拉多大学出版社. 2005: 195–230. ISBN 0-87081-822-8. OCLC 61719499.